# Бурцев, Всеволод Сергеевич
Все́волод Серге́евич Бу́рцев (11 февраля 1927 — 14 июня 2005) — советский и российский учёный в области систем управления и теории конструирования универсальных ЭВМ, академик РАН. Основоположник создания первых многопроцессорных вычислительных комплексов «Эльбрус». Руководил разработкой ЭВМ для систем противоракетной обороны СССР «А», А-35, А-135 и ПВО С-300. Лауреат Ленинской премии и двух Государственных премий СССР.

## Биография
Родился 11 февраля 1927 года в Москве.
Потерял родителей в годы войны.

### Научная деятельность

#### Первые проекты
Научную деятельность Всеволод Бурцев начал в 1950 году, когда С. А. Лебедев пригласил его, в числе 9 лучших студентов-дипломников Московского энергетического института, в Институт точной механики и вычислительной техники (ИТМиВТ) для участия в разработке новейшей, на то время, советской ЭВМ — БЭСМ. Дипломный проект молодого студента был выполнен на высоком уровне и лёг в основу блока управления командами БЭСМ. К моменту окончания МЭИ (1951 г.) Бурцев уже работает в лаборатории С. А. Лебедева и в 1956 году за создание БЭСМ, в числе других разработчиков, награждается орденом Ленина.
В 1953 году Всеволод Бурцев от ИТМиВТ направлен в НИИ-17 с задачей разработки системы оцифровки радиолокационного сигнала. К 1956 году группой разработчиков создан комплекс из двух специализированных ЭВМ «Диана-1» «Диана-2», первая из них вела оцифровку и селекцию данных c РЛС и производила опережающий расчёт траекторий целей, вторая решала задачи перехвата и выдавала информацию на борт истребителя. Система могла одновременно работать с несколькими целями. Принцип селекции и оцифровки сигнала, позволивший впервые осуществить автоматический съём данных с РЛС, разработал сам Бурцев, он же руководил созданием ЭВМ, за эти работы в 1962 г. ему присуждена докторская учёная степень. В 1956 году комплекс был успешно опробован в работе с серийной РЛС П-30.

#### Создание вычислительных средств комплексаПРО«Система А»
С середины 1950-х СССР начал активные исследования в области противоракетной обороны. Для решения задачи требовался суперкомпьютер, способный в режиме реального времени вести обработку информации и управлять сложной, разнесённой на сотни километров, системой. ИТМиВТ побеждает в борьбе с СКБ-245 за участие в проекте и академик Лебедев назначает Бурцева главным исполнителем, он на несколько лет отправляется в Сары-Шаган, где на разработанных им принципах построения вычислительных средств первой экспериментальной системы ПРО (Система «А») создаётся вычислительный комплекс из двух высокопроизводительных ЭВМ М-40, М-50 и нескольких небольших специализированных машин. На момент создания М-40 и её модификация М-50 стояли в ряду самых мощных компьютеров мира, их архитектура значительно отличалась от БЭСМ и стала одной из первых реализаций многопроцессорных ЭВМ с общим полем памяти. Предложенные Бурцевым принципы распараллеливания вычислительного процесса позволили значительно увеличить скорость обработки и приёма/передачи информации в режиме реального времени. За создание комплекса Всеволод Бурцев, в числе разработчиков, получает Ленинскую премию (1966 год.).

#### СозданиеЭВМдля боевых системПРОиПВО
Успешные испытания системы А дали значительный импульс развитию вычислительной техники. Начинается разработка ЭВМ для противоракетной обороны Москвы, Бурцев становится заместителем директора ИТМиВТ Лебедева и основным исполнителем по военным заказам. В 1961—1967 г. для системы ПРО А-35 создаётся серия высокопроизводительных двухпроцессорных ЭВМ 5Э92 (5Э92б полупроводниковый вариант, 5Э51 серийная модификация) и вычислительная сеть на их базе, состоящая из 12 машин с полным аппаратным контролем и автоматическим резервированием. Кроме системы ПРО, 5Э51 используется в Центре контроля космического пространства (ЦККП) и многих информационных и научных центрах военного профиля. В 1972 году за эту работу группа учёных во главе с В. С. Бурцевым удостаивается Государственной премии СССР.
С 1968 года Всеволод Бурцев руководит разработкой вычислительных средств для будущего ЗРК С-300. К 1972—1974 гг. создана трёхпроцессорная модульная ЭВМ 5Э26 и, позднее, её модификации 5Э261, 5Э262, 5Э265 и 5Э266, которые сменил пятипроцессорный ЦВК 40У6 (1988 год).
В 1970 году, в рамках создания второго поколения ПРО конструктора Г. В. Кисунько, в ИТМиВТ началась разработка перспективного вычислительного комплекса «Эльбрус» с производительностью 100 млн оп./с., главным конструктором проекта становится В. С. Бурцев (в 1973 году он сменил ушедшего по состоянию здоровья С. А. Лебедева на посту директора ИТМиВТ). Высокую производительность планируется получить, используя большой опыт института в области многопроцессорных параллельных архитектур (ранее это использовалось в основном для достижения высокого уровня надёжности при относительно невысоком качестве комплектующих отечественного минрадиопрома). Первый «Эльбрус-1» (1978) из-за устаревшей элементарной базы имел невысокую производительность (15 млн оп./с.), более поздняя модификация «Эльбрус-2» (1985 год) в 10-процессорном исполнении достигла 125 млн оп./с. и стала первым промышленным компьютером с суперскалярной архитектурой и самым мощным суперкомпьютером СССР, «Эльбрус-2» применялись в ядерных НИИ, ЦУПе и в системе ПРО А-135, за его разработку В. С. Бурцев и ряд других специалистов были удостоены Государственной премии.

#### Работы в области перспективных многопроцессорныхЭВМ
В рамках дальнейшей модернизации суперЭВМ под руководством Бурцева разрабатывается векторный процессор с быстродействием 200—300 млн оп./с, введение которого в МВК «Эльбрус» могло поднять производительность до 1 млрд оп/с, однако в 1985 году, после 35 лет работы в ИТМиВТ, обстоятельства заставляют его перейти на должность заместителя директора (с 1992 г. директор) Вычислительного центра коллективного пользования (ВЦКП) АН СССР. На новой должности Бурцев продолжает развивать идеи высокоскоростных параллельных вычислений в рамках проекта «Оптической сверхвысокопроизводительной машины» (ОСВМ) Академии наук, разрабатывая структуру суперЭВМ на «не Фон-Неймановском принципе» с эффективным распараллеливанием вычислительного процесса на аппаратном уровне.
После распада СССР Российская Академия наук сворачивает фронт работ над суперЭВМ и ВЦКП закрывается. В 1995 году Бурцев самостоятельно организует Институт высокопроизводительных вычислительных систем (ИВВС) в котором продолжает работу, однако из за отсутствия интереса к данной теме со стороны Академии наук и отсутствия финансирования практического продолжения направление не получает.
В возрасте 71 года Бурцев покидает пост директора ИВВС и переходит в Институт проблем информатики ИПИ РАН академика И. А. Мизина, где работает последние годы жизни.
Скончался в ночь с 13 на 14 июня 2005 года. Похоронен на Троекуровском кладбище в Москве.

#### Хроника научной деятельности
- 1951 — закончил Московский энергетический институт. После окончания МЭИ работает в Институте точной механики и вычислительной техники, с 1973 — его директор (профессор с 1965).
- 1962 — на защите кандидатской диссертации члены учёного совета единогласно проголосовали за присвоение Бурцеву степени доктора технических наук.
- 1965 — член КПСС, профессор в Институте точной механики и вычислительной техники (ИТМиВТ).
- 1966 — лауреат Ленинской премии.
- 1972 — лауреат Государственной премии СССР.
- 1973 — директор ИТМиВТ.
- 1976 — член-корреспондент АН СССР по Отделению механики и процессов управления (процессы управления — вычислительная техника) с 23 декабря.
- 1985 — лауреат Государственной премии СССР.
- 1992 — академик РАН по Отделению информатики, вычислительной техники и автоматизации (вычислительная техника и элементная база) с 11 июня.
- 1993 — директор Института высокопроизводительных вычислительных систем РАН
- 1998 — советник президента РАН.

## Преподавательская деятельность
Более 20 лет преподавал в Московском физико-техническом институте (со дня основания). Заведовал филиалом кафедры «Микропроцессорные системы, электроника и электротехника» Московского авиационно-технологического университета им. К. Э. Циолковского и был научным руководителем кафедры. Под руководством В. С. Бурцева защитили диссертации на соискание учёной степени кандидата и доктора технических наук более 40 человек.

## Научный вклад
Основные труды по принципам и методам построения ЭВМ высокой производительности, теоретическим и практическим задачам автоматического управления, принципам реализации многопроцессорных вычислительных комплексов. Бурцев известен как заместитель главного конструктора ЭВМ Диана-1, Диана-2, М-40, М-50, 5Э92, 5Э92б, 5Э51, а также как главный конструктор МВК «Эльбрус» — машин, получивших широкое применение при создании командных вычислительных центров и стрельбовых комплексов систем ПРО, а также других систем и средств специального назначения.
Крупнейший в СССР/России специалист в области создания высокопроизводительных вычислительных машин и комплексов универсального и специализированного применения для управления объектами, работающими в масштабе реального времени. Автор около 200 научных работ, которые положены в основу проектирования новых вычислительных средств, и используются в учебных целях в ведущих вузах России.

## Награды и премии
- Орден Ленина, орден Октябрьской Революции, орден Трудового Красного Знамени и медали
- Лауреат Ленинской премии (1966)
- Дважды лауреат Государственной премии СССР (1972, 1985 гг.)
- Премия АН СССР имени С. А. Лебедева (за цикл работ «Теория и практика создания высокопроизводительных многопроцессорных вычислительных машин»)

## Семья
Дети: Бурцев Д. В., Бурцев Е. В.